# 19430 Крістінауфер
19430 Крістінауфер (19430 Kristinaufer) — астероїд головного поясу, відкритий 20 березня 1998 року.
Тіссеранів параметр щодо Юпітера — 3,500.